# ねこぢるうどん
ねこぢるうどん（英語圏ではCATSOUP）は、山野一とねこぢるによる日本の漫画作品である。
『ガロ』1990年6月号から2002年10月号（休刊号）まで連載された。1998年以降は“共同創作者”であった山野一が「ねこぢるy」名義で継続的に作品を発表していた。

## 概要
『月刊漫画ガロ』1990年6月号より「山野一＋ねこぢるし」の共同名義で連載開始。ねこぢるのデビュー作であり初の連載作品。山野一にとっては前作『四丁目の夕日』以来4年ぶりとなる『ガロ』連載作品である。
長期休載や青林堂の内紛分裂、ねこぢるの自殺など紆余曲折を経て、最終的に『ガロ』2002年10月号（休刊号）まで連載された。この連作の元にもなったデビュー作は「子猫がうどん屋で睾丸を取られて死ぬ」というだけの内容である。
初出時はそのまま無修正だったのが、単行本化の際に伏字にするなどの処置が取られている。青林堂版をもとに文藝春秋から再発された新装版では差別的と判断される語句や表現が全面的に削除されている。
18歳の時に押しかけ女房のような形で山野一と結婚したねこぢるは、暇をもてあまして「奇妙なタコのようなネコの絵」を画用紙に描いていた。その絵をモチーフに山野は、ねこぢるの夢のメモからストーリーを書き起こし「読める漫画」にまで再構成する役割を担った（そのため初出時は山野一が原作者としてクレジットされている）。二人には「極めて微妙」な役割分担があり、外部の人間をアシスタントとして入れることが出来なかったため、山野一がねこぢるの「唯一の共同創作者」であった。ねこぢる逝去後、山野一が単独で執筆した『ねこぢるうどん』は単行本化の際に元祖と区別するため『ねこぢるyうどん』として全3巻が青林堂から刊行された。

## 作風
絵は可愛らしいがグロテスクな表現があったり一部の表現が差別、暴力を想起させている。またマジックマッシュルームやLSDといった違法な薬物も作品中にたびたび登場する。
ねこぢる作品の多くは猫であるにゃーことにゃっ太が主人公として描かれた。にゃーことにゃっ太は子供であり、姉弟である。主婦の母と、工場勤務でアルコール中毒の父を持つ。にゃーこは喋れるが、にゃっ太は猫の鳴き声でしか喋れないという設定。唯一の例外として、初登場回の「かぶとむしの巻」では、にゃっ太が普通に喋る姿が見られる。

## キャラクター
にゃーこ
にゃっ太の姉。5歳。
言葉が話せ、老人の顔を一発で潰す力の持ち主。子供特有の残酷さを持つ淡白な性格。
にゃっ太とは2歳違いだが、学校教育は2人とも同等のものを受けている。
にゃっ太
にゃーこの弟。3歳。
姉のにゃーことは違い、言葉が話せず、体が小さい。後にテレビの影響で「バカ」という言葉のみ喋れるようになった。
一般に生食用でない生物を食べてしまう癖があり、カニやカタツムリなどを生で食べている。
にゃん五郎
にゃーこ、にゃっ太の父親で、アルコール中毒患者。いつも焼酎を飲んでいる。岩手県出身。
普段は無口でおとなしいが、一発のパンチで人を殺す力を持っている。作中では一度も喋った事がなく「・・・」の吹き出しのみである。首にお守りらしきものをつけている。
酒を飲まないと力が抜けてしまい、まともに動けなくなってしまう。ある時は禁酒している際にチンピラに絡まれ袋叩きにされてしまうが、にゃーこが酒を飲ませて事なきを得た。
にゃす江
にゃーこ、にゃっ太の母親。
登場人物の中ではまともで常識のあるキャラクター。しかし、しばしば子供に体罰を振るう。
いたきち
にゃーこの友達。4歳。一人暮らし。寡黙。
河原に住むイタチの子で、牛乳を盗んで飲む癖がある。
またガンマンの格好で人に対して無差別に発砲することもある。
にゃすお
にゃーこの友達。
やまの神さま
土俗神。工場労働者やユダヤ人を公然と差別しており、奇々怪界な存在「コロぺた号」を召喚する能力を持つ。

## 単行本
現在すべて絶版である。文藝春秋より再発された新装版『ねこぢるうどん』の第1巻では青林堂版に収録されていた根本敬による死体写真コラージュ「ほっかほっか家族天国/第2回となりの若夫婦の巻」と黒川創の解説（初出はいずれも『ガロ』1992年6月号「ねこぢる特集」より）が削除されている。
また新装版の第2巻では青林堂版収録の「□ぬごろしの巻」が削除され、「やまのかみさまの巻」ではユダヤ教に関する台詞や人物名が大幅に書き換えられている。代わりに新装版では、ねこぢるが生前遺した夢のメモを元に山野一が「作・ねこぢる 画・山野一」の名義で描き下ろした新作「とうめい」「へんないえ」「探偵」と、その原作になった夢のメモが各巻ごとに追加収録されている。また青林堂版の単行本に収録されなかった未収録作品は新装版の第3巻に収録された。
青林堂版
ねこぢるうどん（初版発行：1992年7月25日）
ねこぢるうどん2（初版発行：1995年7月20日)
ねこぢるyうどん1（初版発行：2000年11月20日）
ねこぢるyうどん2（初版発行：2001年3月25日）
ねこぢるyうどん3（初版発行：2002年1月30日）
文藝春秋版
ねこぢるうどん1（初版発行：1998年12月25日）
ねこぢるうどん2（初版発行：1999年2月25日）
ねこぢるうどん3（初版発行：1999年5月15日）
ねこぢる大全 上（初版発行：2008年10月30日）
ねこぢる大全 下（初版発行：2008年10月30日）

## 作品リスト
- 作品の順番は作品が最初に発表された雑誌の初出順に従っている。
- 青林堂版収録の「□ぬごろしの巻」は文藝春秋版の単行本では削除されている。
- 文藝春秋版の単行本では「やまのかみさまの巻」の作品設定や差別表現が改変されており、青林堂版と内容が一部異なっている[4][5]。

| 作品名                                  | 名義                              | 作品を収録している単行本 | 初出                        |
| --------------------------------------- | --------------------------------- | --- | --------------------------- |
| ねこぢるうどん                          | 画・ねこぢるし 作・山野一         | ねこぢる 『ねこぢるうどん』 青林堂 1992年 ねこぢる 『ねこぢるうどん1』 文藝春秋 1998年 ねこぢる 『ねこぢる大全 上』 文藝春秋 2008年  | ガロ 1990年6月号            |
| かぶとむしの巻                          | 画・ねこぢるし 作・山野一         | ねこぢる 『ねこぢるうどん2』 青林堂 1995年 ねこぢる 『ねこぢるうどん2』 文藝春秋 1999年 ねこぢる 『ねこぢる大全 上』 文藝春秋 2008年 | ガロ 1990年7月号            |
| じてんしゃでゴーの巻                    | 画・ねこぢるし 作・山野一         | ねこぢる 『ねこぢるうどん2』 青林堂 1995年 ねこぢる 『ねこぢるうどん2』 文藝春秋 1999年 ねこぢる 『ねこぢる大全 上』 文藝春秋 2008年 | ガロ 1990年8月号            |
| さばの天ぷらの巻                        | 画・ねこぢるし 作・山野一         | ねこぢる 『ねこぢるうどん2』 青林堂 1995年 ねこぢる 『ねこぢるうどん2』 文藝春秋 1999年 ねこぢる 『ねこぢる大全 上』 文藝春秋 2008年 | ガロ 1990年9月号            |
| いいさかなの巻                          | 画・ねこじるし〔ママ〕 作・山野一 | ねこぢる 『ねこぢるうどん3』 文藝春秋 1999年 ねこぢる 『ねこぢる大全 上』 文藝春秋 2008年                                            | ガロ 1990年10月号           |
| のぐちひでよの巻                        | 画・ねこぢるし 作・山野一         | ねこぢる 『ねこぢるうどん2』 青林堂 1995年 ねこぢる 『ねこぢるうどん2』 文藝春秋 1999年 ねこぢる 『ねこぢる大全 上』 文藝春秋 2008年 | ガロ 1990年11月号           |
| へんなももの巻                          | 作・山野一 画・ねこぢるし         | ねこぢる 『ねこぢるうどん2』 青林堂 1995年 ねこぢる 『ねこぢるうどん2』 文藝春秋 1999年 ねこぢる 『ねこぢる大全 上』 文藝春秋 2008年 | ガロ 1990年12月号           |
| しっこちっこぴゅーしゅーの巻            | 画・ねこぢるし 作・山野一         | ねこぢる 『ねこぢるうどん』 青林堂 1992年 ねこぢる 『ねこぢるうどん1』 文藝春秋 1998年 ねこぢる 『ねこぢる大全 上』 文藝春秋 2008年  | ガロ 1991年1月号            |
| □ぬごろしの巻                           | 画・ねこぢるし 作・山野一         | ねこぢる 『ねこぢるうどん2』 青林堂 1995年                                                                                           | ガロ 1991年2・3月号         |
| 大魔導師の巻                            | 作・山野一 画・ねこぢるし         | ねこぢる 『ねこぢるうどん』 青林堂 1992年 ねこぢる 『ねこぢるうどん1』 文藝春秋 1998年 ねこぢる 『ねこぢる大全 上』 文藝春秋 2008年  | ガロ 1991年4月号            |
| がの巻                                  | 作・山野一 画・ねこぢるし         | ねこぢる 『ねこぢるうどん2』 青林堂 1995年 ねこぢる 『ねこぢるうどん2』 文藝春秋 1999年 ねこぢる 『ねこぢる大全 上』 文藝春秋 2008年 | ガロ 1991年5月号            |
| かたつむりの巻                          | 画・ねこぢる 作・山野一           | ねこぢる 『ねこぢるうどん』 青林堂 1992年 ねこぢる 『ねこぢるうどん1』 文藝春秋 1998年 ねこぢる 『ねこぢる大全 上』 文藝春秋 2008年  | ガロ 1991年6月号            |
| たんこぶ屋の巻                          | 画・ねこぢる 作・山野一           | ねこぢる 『ねこぢるうどん』 青林堂 1992年 ねこぢる 『ねこぢるうどん1』 文藝春秋 1998年 ねこぢる 『ねこぢる大全 上』 文藝春秋 2008年  | ガロ 1991年8月号            |
| 川ぞいの家の巻                          | 画・ねこぢる 作・山野一           | ねこぢる 『ねこぢるうどん』 青林堂 1992年 ねこぢる 『ねこぢるうどん1』 文藝春秋 1998年 ねこぢる 『ねこぢる大全 上』 文藝春秋 2008年  | ガロ 1991年9月号            |
| ねこさいばんの巻                        | 画・ねこぢる 作・山野一           | ねこぢる 『ねこぢるうどん』 青林堂 1992年 ねこぢる 『ねこぢるうどん1』 文藝春秋 1998年 ねこぢる 『ねこぢる大全 上』 文藝春秋 2008年  | ガロ 1991年10月号           |
| たましいの巻                            | 画・ねこぢる 作・山野一           | ねこぢる 『ねこぢるうどん』 青林堂 1992年 ねこぢる 『ねこぢるうどん1』 文藝春秋 1998年 ねこぢる 『ねこぢる大全 上』 文藝春秋 2008年  | ガロ 1991年12月号           |
| クリスマスの巻                          | 画・ねこぢる 作・山野一           | ねこぢる 『ねこぢるうどん』 青林堂 1992年 ねこぢる 『ねこぢるうどん1』 文藝春秋 1998年 ねこぢる 『ねこぢる大全 上』 文藝春秋 2008年  | ガロ 1992年1月号            |
| かわらのこの巻                          | 画・ねこぢる 作・山野一           | ねこぢる 『ねこぢるうどん2』 青林堂 1995年 ねこぢる 『ねこぢるうどん2』 文藝春秋 1999年 ねこぢる 『ねこぢる大全 上』 文藝春秋 2008年 | ガロ 1992年2・3月号         |
| じじいの巻                              | ねこぢる                          | ねこぢる 『ねこぢるうどん』 青林堂 1992年 ねこぢる 『ねこぢるうどん1』 文藝春秋 1998年 ねこぢる 『ねこぢる大全 上』 文藝春秋 2008年  | ガロ 1992年4月号            |
| やまのかみさまの巻①                     | ねこぢる                          | ねこぢる 『ねこぢるうどん2』 青林堂 1995年 ねこぢる 『ねこぢるうどん2』 文藝春秋 1999年 ねこぢる 『ねこぢる大全 上』 文藝春秋 2008年 | ガロ 1992年5月号            |
| やまのかみさまの巻②                     | ねこぢる                          | ねこぢる 『ねこぢるうどん2』 青林堂 1995年 ねこぢる 『ねこぢるうどん2』 文藝春秋 1999年 ねこぢる 『ねこぢる大全 上』 文藝春秋 2008年 | ガロ 1992年6月号            |
| やまのかみさまの巻③                     | ねこぢる                          | ねこぢる 『ねこぢるうどん2』 青林堂 1995年 ねこぢる 『ねこぢるうどん2』 文藝春秋 1999年 ねこぢる 『ねこぢる大全 上』 文藝春秋 2008年 | ガロ 1992年7月号            |
| ひるねの巻                              | ねこぢる                          | ねこぢる 『ねこぢるうどん2』 青林堂 1995年 ねこぢる 『ねこぢるうどん2』 文藝春秋 1999年 ねこぢる 『ねこぢる大全 上』 文藝春秋 2008年 | ガロ 1992年9月号            |
| やまでらの巻                            | ねこぢる                          | ねこぢる 『ねこぢるうどん2』 青林堂 1995年 ねこぢる 『ねこぢるうどん2』 文藝春秋 1999年 ねこぢる 『ねこぢる大全 上』 文藝春秋 2008年 | ガロ 1992年12月号           |
| こっきょうのまき                        | ねこぢる                          | ねこぢる 『ねこぢるうどん3』 文藝春秋 1999年 ねこぢる 『ねこぢる大全 上』 文藝春秋 2008年                                            | ガロ 1993年2月号            |
| 西友の巻                                | ねこぢる                          | ねこぢる 『ねこぢるうどん3』 文藝春秋 1999年 ねこぢる 『ねこぢる大全 上』 文藝春秋 2008年                                            | ガロ 1993年5月号            |
| クンブメーラの巻                        | ねこぢる                          | ねこぢる 『ねこぢるうどん3』 文藝春秋 1999年 ねこぢる 『ねこぢる大全 上』 文藝春秋 2008年                                            | ガロ 1993年8月号            |
| FBI捜査官の巻                           | ねこぢる                          | ねこぢる 『ねこぢるうどん3』 文藝春秋 1999年 ねこぢる 『ねこぢる大全 上』 文藝春秋 2008年                                            | ガロ 1994年4月号            |
| たなばたまつりの巻                      | ねこぢる                          | ねこぢる 『ねこぢるうどん3』 文藝春秋 1999年 ねこぢる 『ねこぢる大全 上』 文藝春秋 2008年                                            | ガロ 1994年7月号            |
| すごいやつの巻                          | ねこぢる                          | ねこぢる 『ねこぢるうどん3』 文藝春秋 1999年 ねこぢる 『ねこぢる大全 上』 文藝春秋 2008年                                            | ガロ 1995年1月号            |
| プリンセスの巻                          | ねこぢる                          | ねこぢる 『ねこぢるうどん3』 文藝春秋 1999年 ねこぢる 『ねこぢる大全 上』 文藝春秋 2008年                                            | ガロ 1995年10月号           |
| A Nap Time Story The tail of the beetle | ねこぢるy                         | | TOKION vol.08               |
| とうめい                                | 作・ねこぢる 画・山野一           | ねこぢる 『ねこぢるうどん1』 文藝春秋 1998年 ねこぢる 『ねこぢるまんじゅう』 文春文庫 2001年                                         | 描き下ろし                  |
| へんないえ                              | 作・ねこぢる 画・山野一           | ねこぢる 『ねこぢるうどん2』 文藝春秋 1999年 ねこぢる 『ねこぢるまんじゅう』 文春文庫 2001年                                         | 描き下ろし                  |
| 探偵                                    | 作・ねこぢる 画・山野一           | ねこぢる 『ねこぢるうどん 3』 文藝春秋 1999年 ねこぢる 『ねこぢるまんじゅう』 文春文庫 2001年                                        | 描き下ろし                  |
| 老人の巻                                | ねこぢるy                         | ねこぢるy 『ねこぢるyうどん』 青林堂 2000年                                                                                          | ガロ 2000年1月号            |
| コロぺたが町にやってくる第1回           | ねこぢるy                         | ねこぢるy 『ねこぢるyうどん』 青林堂 2000年                                                                                          | ガロ 2000年2月号            |
| コロぺたが町にやってくる第2回           | ねこぢるy                         | ねこぢるy 『ねこぢるyうどん』 青林堂 2000年                                                                                          | ガロ 2000年3月号            |
| コロぺたが町にやってくる第3回           | ねこぢるy                         | ねこぢるy 『ねこぢるyうどん』 青林堂 2000年                                                                                          | ガロ 2000年4月号            |
| コロぺたが町にやってくる第4回           | ねこぢるy                         | ねこぢるy 『ねこぢるyうどん』 青林堂 2000年                                                                                          | ガロ 2000年5月号            |
| コロぺたが町にやってくる第5回           | ねこぢるy                         | ねこぢるy 『ねこぢるyうどん2』 青林堂 2001年                                                                                         | ガロ 2000年6月号            |
| コロぺたが町にやってくる第6回           | ねこぢるy                         | ねこぢるy 『ねこぢるyうどん2』 青林堂 2001年                                                                                         | ガロ 2000年7月号            |
| コロぺたが町にやってくる第7回           | ねこぢるy                         | ねこぢるy 『ねこぢるyうどん2』 青林堂 2001年                                                                                         | ガロ 2000年11月号           |
| コロぺたが町にやってくる第8回           | ねこぢるy                         | ねこぢるy 『ねこぢるyうどん2』 青林堂 2001年                                                                                         | ガロ 2000年12月号           |
| コロぺたが町にやってくる第9回           | ねこぢるy                         | ねこぢるy 『ねこぢるyうどん2』 青林堂 2001年                                                                                         | ガロ 2001年1月号            |
| コロぺたが町にやってくる第10回          | ねこぢるy                         | ねこぢるy 『ねこぢるyうどん2』 青林堂 2001年                                                                                         | ガロ 2001年2月号            |
| コロぺたが町にやってくる第11回          | ねこぢるy                         | ねこぢるy 『ねこぢるyうどん2』 青林堂 2001年                                                                                         | ガロ 2001年3月号            |
| コロぺたが町にやってくる第12回          | ねこぢるy                         | ねこぢるy 『ねこぢるyうどん2』 青林堂 2001年                                                                                         | ガロ 2001年4月号            |
| コロぺたが町にやってくる第13回          | ねこぢるy                         | ねこぢるy 『ねこぢるyうどん3』 青林堂 2002年                                                                                         | ガロ 2001年5月号            |
| コロぺたが町にやってくる第14回          | ねこぢるy                         | ねこぢるy 『ねこぢるyうどん3』 青林堂 2002年                                                                                         | ガロ 2001年6月号            |
| コロぺたが町にやってくる第15回          | ねこぢるy                         | ねこぢるy 『ねこぢるyうどん3』 青林堂 2002年                                                                                         | ガロ 2001年8月号            |
| コロぺたが町にやってくる第16回          | ねこぢるy                         | ねこぢるy 『ねこぢるyうどん3』 青林堂 2002年                                                                                         | ガロ 2001年10月号           |
| コロぺたが町にやってくる第17回          | ねこぢるy                         | ねこぢるy 『ねこぢるyうどん3』 青林堂 2002年                                                                                         | ガロ 2001年12月号           |
| コロぺたが町にやってくる第18回          | ねこぢるy                         | ねこぢるy 『ねこぢるyうどん3』 青林堂 2002年                                                                                         | ガロ 2002年2月号            |
| コロぺたが町にやってくる最終回          | ねこぢるy                         | ねこぢるy 『ねこぢるyうどん3』 青林堂 2002年                                                                                         | 描き下ろし                  |
| せいたか                                | ねこぢるy                         | ねこぢるy 『インドぢる』 文春ネスコ 2003年                                                                                           | ガロ 2002年4月号            |
| なきむしおまわりさんの巻                | ねこぢるy                         | ねこぢるy 『インドぢる』 文春ネスコ 2003年                                                                                           | ガロ 2002年7月号            |
| やすいラーメンの巻                      | ねこぢるy                         | ねこぢるy 『インドぢる』 文春ネスコ 2003年                                                                                           | ガロ 2002年10月号（休刊号） |
| おばけアパート前編                      | ねこぢるy                         | ねこぢるy 『おばけアパート前編』 アトリエサード 2013年                                                                               | 描き下ろし                  |

## テレビアニメ
ねこぢる作品はテレビ朝日の『爆笑問題のボスキャラ王』のワンコーナーで『ねこぢる劇場』のタイトルでテレビアニメ化されている。ただしエピソードの大半は単行本『ねこぢるせんべい』（『小説すばる』連載）からのアニメ化で『ねこぢるうどん』（『月刊漫画ガロ』連載）からは一本もアニメ化されていない。

### サブタイトル
| 話数 | 話数 (放送順) | 題名                     | 放送日        |
| ---- | ------------- | ------------------------ | ------------- |
| 1    | 4             | がっこうの巻             | 7月23日       |
| 2    | 18            | けんかの巻               | 9月10日       |
| 3    | 7             | となりのババァの巻       | 8月6日        |
| 4    | S1            | かちくの巻               | 11月26日      |
| 5    | 9             | すべり台の巻             | 8月13日       |
| 6    | 5             | おぎょーぎの巻           | 7月30日       |
| 7    | 13            | ロケットの巻             | 8月27日       |
| 8    | 15            | まんびきの巻             | 9月3日        |
| 9    | 12            | はたらくおとーちゃんの巻 | 8月20日       |
| 10   | 3             | カキの巻                 | 7月23日       |
| 11   | 17            | たぬきがりの巻           | 9月10日       |
| 12   | 1             | コンクリの巻             | 1999年 7月9日 |
| 13   | 6             | 100の巻                  | 7月30日       |
| 14   | 21            | もぐらの巻               | 9月24日       |
| 15   | 8             | じじいのねがいの巻       | 8月6日        |
| 16   | S3            | おまつりの巻             | 11月26日      |
| 17   | 16            | たんかの巻               | 9月3日        |
| 18   | 11            | バカの巻                 | 8月20日       |
| 19   | 10            | ジャムパンじじいの巻     | 8月13日       |
| 20   | 20            | ぶたじじいの巻           | 9月17日       |
| 21   | 14            | ロボ工員の巻             | 8月27日       |
| 22   | 19            | たねうおの巻             | 9月17日       |
| 23   | S4            | おとしものの巻           | 11月26日      |
| 24   | S2            | おばけやしきの巻         | 11月26日      |
| 25   | 22            | ざんぱんの巻             | 9月24日       |
| 26   | 2             | かくれんぼの巻           | 7月9日        |
| 27   | 23            | ドライブの巻             | 10月1日       |

### 声の出演
- にゃーこ:上原さくら
- にゃっ太:長沢直美
- おとーちゃん:小野健一
- おかあちゃん:渡辺美佐
- ぶ太郎:橘U子
- にゃすお:水田わさび
- 町長:西川幾雄
- ロボ工員:海老原英人
- ぽん吉:間宮くるみ
- にゃんすけ:後藤邑子
- 審査員:鈴木勝美
- ドライバー:菅原淳一
- となりのババア:松井菜桜子
- 助役:中田雅之

### スタッフ
- 制作:豊泰成、升水惟雄
- プロデューサー:瀬谷傎・栗原昌代・吉田孝雄
- 監督:福冨博
- 作監:岸美恵子
- 美術設定:中座洋次
- デジタル彩色:伊藤由貴江
- デジタル撮影:齋藤亜紀子
- デジタル編集:志賀剛
- 音効:佐藤良介
- 音響製作:三田スタジオ
- アニメーション製作:ケントハウス

## OVA
ねこぢる原作による日本のOVA。2001年2月21日発売。監督・佐藤竜雄。演出・湯浅政明。
内容は『ねこぢるうどん』の各編のシチュエーションをモチーフにしながら、半分失われたにゃーこの魂を取り戻すために、にゃっ太と共に旅をするロードムービー風のオリジナルストーリーとなっている。